# Saint-Gondon
Saint-Gondon je francouzská obec v departementu Loiret v regionu Centre-Val de Loire. V roce 2012 zde žilo 1 105 obyvatel.

## Sousední obce
Coullons, Dampierre-en-Burly, Lion-en-Sullias, Nevoy, Poilly-lez-Gien, Saint-Florent

## Vývoj počtu obyvatel
Počet obyvatel 